# Морський Іван-Караул
Острів Морський Іван-Караул (рос.: Морской Иван-Караул) – острів у північно-західній частині Каспійського моря, адміністративно входить до складу Республіки Калмикія, Росія.
В районі острова компанія «Калмнефть» проводить видобуток нафти. 

## КаплицяПророка Іллі
2001 року на острові було завершено будівництво каплиці Пророка Іллі. Особливістю її конструкції є фундамент висотою 2,5 метри на випадок підтоплення. Зі східної сторони становлено 4-х метровий хрест який виконує функцію своєрідного маяка.

## Назва
До 1917 року на острові знаходилась митниця яку очолював чоловік на ім’я Іван. Саме від нього пішла назва острова.